# Gabriel Alexandre Paquette
Pour les articles homonymes, voir Paquette.
Gabriel-Alexandre Paquette, né le 22 janvier 1866 à Saint-Saulge dans la Nièvre, est un général de l'armée française ayant servi pendant la Première Guerre mondiale et ayant commandé un corps d'armée. Il est décédé le 12 décembre 1939.

## Carrière militaire

### Formation et premières années
Gabriel Paquette s'engage comme volontaire et entre à l'École spéciale militaire de Saint-Cyr en octobre 1885. Il fait partie de la promotion de l'Annam dont il sort 168e sur 384. Il est alors nommé lieutenant au 162e régiment d'infanterie à Verdun, puis officier d'ordonnance du général Godart, commandant de la 77e brigade d'infanterie le 16 avril 1892.
en 1896, Gabriel Paquette entre à l'École supérieure de guerre et est nommé capitaine en décembre 1896. Il est breveté le 31 octobre 1898. Puis il est successivement stagiaire à l'état-major du 8e corps d'armée, puis à l'état-major de la 16e division d'infanterie à Bourges.
Le 3 avril 1901, il va faire son temps de capitanat au 85e régiment d'infanterie à Cosne-sur-Loire. En décembre 1908, il est nommé chef du 1er bataillon du 117e régiment d'infanterie à La Flèche.
À l'issue de ce temps de commandement, Gabriel Paquette est affecté à l'état-major du général Maunoury, Gouverneur Militaire de Paris et membre du Conseil Supérieur de la Guerre. Le 8 février 1913, il est affecté à l'état-major du général de Langle de Cary, membre du Conseil Supérieur de la Guerre. Enfin le 21 décembre 1913, il est nommé attaché à la maison militaire du Président de la République, Raymond Poincaré.

### Première Guerre mondiale
Lorsque la guerre éclate, le 3 août 1914, Gabriel Paquette est affecté au GQG du général Joffre, au 3e bureau comme officier de liaison avec la 4e armée commandée par le général de Langle de Cary.
Le 22 novembre 1914, il est nommé chef d'état-major de la 4e armée, en remplacement du général Nudant. À ce poste, il participe à l'organisation des 1re et 2e batailles de Champagne, sous les ordres du général de Langle de Cary. Il est nommé colonel le 25 décembre 1914.
Le 1er février 1916, Gabriel Paquette est nommé commandant de l'infanterie divisionnaire de la 152e division d'infanterie, adjoint du général commandant la division. À ce titre, il va s'illustrer lors de la bataille de Verdun, sur la cote 304, du 5 au 12 mai 1916, avec les 114e RI et 125e RI.
Le 10 août 1916, il est promu général de brigade et prend le commandement de la 36e division d'infanterie. Il prend part à la tête de cette unité à l'offensive Nivelle au chemin des dames en prenant Craonne le 4 mai 1917 puis les plateaux de Californie et de Vauclerc les 5 et 6 mai 1917.
Le 27 mai 1917, Gabriel Paquette fait face à des mutineries au 18e RI. Il ordonne une enquête, fait arrêter plusieurs mutins qu'il fait juger en conseil de Guerre. Il exécute ensuite les condamnations  ainsi que l'exécution des : 3 soldats sont fusillés, un gracié par le président Poincaré et le dernier, Vincent Moulia, s'échappera.
Lors du déclenchement de la 1re offensive allemande du printemps 1918 le 21 mars, la 36e division d'infanterie du général Paquette est envoyée en renfort et participe à la stabilisation du front au sud de Montdidier. La division contre-attaque en direction d'Ayencourt et Assainvillers.
Le 1er mai 1918, le général Paquette est nommé chef d'état-major du général Fayolle, alors commandant du groupe d’armées de réserve. Il participe ainsi à la victoire finale sur les armées allemandes, puis à l'occupation de l'Allemagne à Mayence.

### Après-guerre
Le 1er novembre 1919, général Paquette prend le commandement de la 43e division d'infanterie à Strasbourg. Le 8 janvier 1924, il est nommé à la tête du 7e corps d'armée à Besançon et de la 7e région militaire.
Il quitte l'armée le 22 janvier 1928, et décède le 12 décembre 1939 dans sa propriété de Saint-Saulge.

## Vie privée
Il épouse le 6 janvier 1904 Madeleine Marie Rouillard, dont il aura trois enfants, Jean, Pierre et Jacques.